# Polonia (tajne stowarzyszenie)
Polonia – polskie tajne stowarzyszenie akademickie o charakterze niepodległościowym, działające w Berlinie w latach 1819-1822 pod hasłem Wolność i Ojczyzna.
Powstało w maju 1819 i działało wśród polskich studentów uczelni berlińskich, przede wszystkim pochodzących z Poznańskiego. Głównym przedmiotem działalności grupy było kultywowanie miłości do ojczyzny, nauki, cnót, wytężonej pracy i męstwa w walce, a także zgody narodowej (m.in. między mieszkańcami Poznańskiego i Królestwa Kongresowego). Młodzi konspiratorzy nie mieli żadnego doświadczenia w pracach podziemia, nie byli dostatecznie poinformowani w metodach operacyjnych policji, w tym pracy konfidentów i działali bardzo nieostrożnie. Zebrania odbywały się w sobotnie wieczory w różnych gospodach. W czasie ich trwania prowadzono dyskusje historyczne, filozoficzne i etyczne, poruszano kwestie polityczne, a także wysłuchiwano odczytów o charakterze literackim. Organizacja posiadała wewnętrzne ceremoniały (tytułowano się braćmi), w tym uroczystego przyjmowania nowych członków, a także własny katechizm (Co Cię zajmuje? Myśl Ignacego Potockiego. W jakim duchu? Hugona Kołłątaja. W jakim zamiarze? Nieśmiertelnego Kościuszki). 10 lutego 1822 zaskoczono organizację i aresztowano kilku jej członków, m.in. Karola Marcinkowskiego. Rząd pruski dążył do przeprowadzenia pokazowego procesu o zdradę stanu, do czego ostatecznie nie doszło m.in. za wstawiennictwem księcia Antoniego Radziwiłła, argumentującego że były to tylko młodzieżowe zabawy, czcze marzycielstwo o górnobrzmiących słowach. Sąd wydał dość łagodne wyroki w tej sprawie – Karola Marcinkowskiego i Franciszka Koszutskiego skazano na sześć miesięcy twierdzy, a innych na trzy miesiące. W końcu lipca 1822 przewieziono ich do twierdzy w Gdańsku, a po kilku tygodniach pozwolono im, a także Gustawowi Potworowskiemu, zamieszkać na terenie miasta, w gospodzie Pod Trzema Murzynami (powodem był stan zdrowia skazanych). 29 stycznia 1823 zwolniono ich, z zakazem powrotu do Berlina, za pisemnym zobowiązaniem o zaniechaniu zemsty na monarsze i jego organach wykonawczych.